# Bloons Tower Defense
Bloons Tower Defense (також відома як Bloons TD або BTD) — серія відеоігор у жанрі Tower Defense із серії Bloons, створених Ninja Kiwi. Гра спочатку була розроблена як браузерна, побудована на платформі Adobe Flash (зараз непридатна для використання) і випущена в середині 2007 року. Пізніші ігри серії були розширені для підтримки різних мобільних платформ, включаючи Android, iOS, Windows Phone, PlayStation Portable, Nintendo DSi, Windows, Linux і MacOS. Ігри з серії Bloons, старші за Bloons TD 6, доступні в архіві Ninja Kiwi у Steam.
У грі гравці намагаються перешкодити Bloons (в грі назва повітряних куль) досягти кінця траси на мапі, на якій грає гравець, розміщуючи вздовж нього вежі або дорожні предмети, які можуть лопати кульки різними способами, як правило, використовуючи силу мавп. Кілька веж можуть зупинити кульки та дати іншим вежам більше часу, щоб їх зруйнувати, заморозивши та склеївши кульки. Гроші можна отримати, викидаючи кульки, проходячи раунди та збираючи банани з існуючих бананових ферм, які можна витратити на нові вежі, модернізацію існуючих або тимчасові предмети, такі як вибухові ананаси та дорожні шипи.

## Ігровий процес
Основна мета Bloons TD — не дати Bloons (назва повітряних кульок у грі) досягти кінця визначеної траси на карті, яка складається з одного або кількох входів і виходів для bloons. Гра є грою Tower Defense, тому гравець може вибирати різні типи веж і пасток, щоб розставити навколо доріжки, щоб захищатися від блонів, отримуючи 1 долар в грі за кожен шар блона, який вискочив. Якщо блоун досягає кінця шляху, гравець втрачає життя (або в наступних іграх здоров’я); як тільки вони будуть вичерпані, гра закінчується. Пульси завжди йдуть маршрутом, встановленим на карті, доки вони не досягнуть виходу(ів), не вискочать або не перемістяться на попередню частину шляху за допомогою здатності вежі.
У грі є три класи блунів: звичайний (без назви в грі), MOAB-клас і бос-клас. У Bloons TD 6 звичайні кульки складаються з: червоних, синіх, зелених, жовтих, рожевих, чорних, білих, свинцевих, зебри, райдужних, фіолетових і керамічних куль. Блуни класу MOAB мають форму дирижабля та складаються з: MOAB (Massive Ornary Air Blimp), BFB (Brutal Flying Behemoth), DDT (Dark Dirigible Titan), ZOMG (Zeppelin Of Mighty Gargantuaness) і БАД (Великий дирижабль долі). Жорсткіші варіанти більшості типів блунів містять певну кількість слабших. У пізніших версіях гри звичайні блуни іноді володіють спеціальними характеристиками, такими як камуфляж (який більшість веж не можуть виявити), відростання (здатність блунів повільно відростати до початкового розміру) і укріплені (що подвоює здоров’я кулі). найміцніші блуни), які протистоять певним типам веж. З кожним рівнем інтенсивність блунових хвиль пропорційно зростає.

## Основні записи
Наразі в серії Bloons TD є шість випущених пронумерованих ігор, окрім різноманітних пакетів доповнень і побічних ефектів, таких як Bloons TD 4 Expansion і Bloons Monkey City. Найновіший реліз, Bloons TD 6, був випущений 14 червня 2018 року. Серія була перейменована з Bloons Tower Defense на Bloons TD у 2009 році через порушення торгової марки Tower Defense: Lost Earth, що належить Com2uS.
Наразі існує шість основних ігор і багато додаткових ігор, заснованих переважно на серії Bloons Tower Defense.

Допоміг Перекласти: DanyloKhit
| 2007 | Bloons Tower Defense та Bloons Tower Defense 2 |
| 2008 | Bloons TD 3                                    |
| 2009 | Bloons TD 4                                    |
| 2010 |                                                |
| 2011 | Bloons TD 5                                    |
| 2012 | Bloons TD Battles                              |
| 2013 |                                                |
| 2014 | Bloons Monkey City                             |
| 2015 |                                                |
| 2016 |                                                |
| 2017 |                                                |
| 2018 | Bloons TD 6, Bloons Adventure Time TD          |
| 2019 |                                                |
| 2020 |                                                |
| 2021 | Bloons Pop, Bloons TD Battles 2                |